# Степфордские жёны (роман)
«Степфордские жёны» (англ. The Stepford Wives) — название фантастического триллера 1972 года, написанного известным писателем Айрой Левином.

## Сюжет
Джоанна Эберхарт переезжает вместе со своим мужем и двумя детьми в идиллический городок Степфорд. Там каждая домохозяйка — идеальная мать и жена, горничная и любовница в одном лице. Сначала Джоанну сбивает с толку озабоченность местных женщин обустройством семейного быта, их несговорчивость и нежелание идти на контакты, но познакомившись с Бобби Марковиц — неряшливой и глуповатой женщиной, Джоанна понимает, что с этим городом что-то неладное.
Пока жёны проводят дни и вечера у плиты, доводя условия быта до совершенства, мужья Степфорда каждый вечер проводят в таинственной Мужской ассоциации. Каково же удивление Джоанны, когда из старых газет она узнаёт, что раньше в Степфорде была Женская ассоциация, а большая часть местных домохозяек были её активистками с феминистическими взглядами. Когда, наконец, изменения затрагивают и Бобби, ставшую сдержанной и утончённой леди, Джоанна решает, что нужно срочно переезжать из Степфорда, пока она сама не изменилась до неузнаваемости.

## Экранизации
Роман дважды экранизировался в Голливуде — первая версия вышла в 1975 году, а в 2004 году была снята комедийная версия с Николь Кидман в главной роли.
Кроме того, успех книги и экранизации 1975 года, породил 3 теле- и видеопродолжения, сюжет которых основывался на идее оригинального романа:
- Месть степфордских жен (1980) — первое продолжение фильма 1975 года.
- Дети Степфорда (1987) — второе продолжение картины 1975 года.
- Степфордские мужья (1996) — третье продолжение картины 1975 года.

## Российские издания
Существует несколько изданий романа в России:
- 2004: Амфора, 288 стр. Перевод — Юрий Вейсберг (Серия — Читать — Модно)
- 2009: Эксмо / Домино, 224 стр. Перевод — Юрий Вейсберг (Серия — Мона Лиза)
- 2010: Эксмо / Домино, 208 стр. Перевод — Юрий Вейсберг

## Фразеологизм
Из-за популярности романа, словосочетание «степфордская жена» стало нарицательным — так говорят о женщине, которая стремится стать идеальной домохозяйкой, ставя интересы семьи превыше своих. Чаще всего, противопоставляется идеям феминизма. Название города Степфорд также стало нарицательным. Чаще всего степфордом называют место (или отсылаются, говоря о конкретной ситуации), в котором творится что-то странное, а люди ведут себя загадочно, неестественно.